# Sofian Hamdi
Sofian Hamdi (22 de agosto de 1989) es un deportista argelino que compitió en atletismo adaptado. Ganó tres medallas en los Juegos Paralímpicos de Verano en los años 2008 y 2016.

## Palmarés internacional
| Juegos Paralímpicos | Juegos Paralímpicos     | Juegos Paralímpicos | Juegos Paralímpicos |
| Año                 | Lugar                   | Medalla             | Prueba              |
| ------------------- | ----------------------- | ------------------- | ------------------- |
| 2008                | Pekín (China)           | Medalla de plata    | 200 m T37           |
| 2008                | Pekín (China)           | Medalla de bronce   | 100 m T37           |
| 2016                | Río de Janeiro (Brasil) | Medalla de bronce   | 400 m T37           |